# Le Manoir (Eure)
Le Manoir is een gemeente in het Franse departement Eure (regio Normandië). De plaats maakt deel uit van het arrondissement Les Andelys. Le Manoir telde op 1 januari 2022 1.279 inwoners.

## Geografie
De oppervlakte van Le Manoir bedroeg op 1 januari 2022 2,39 vierkante kilometer; de bevolkingsdichtheid was toen 535,1 inwoners per km².

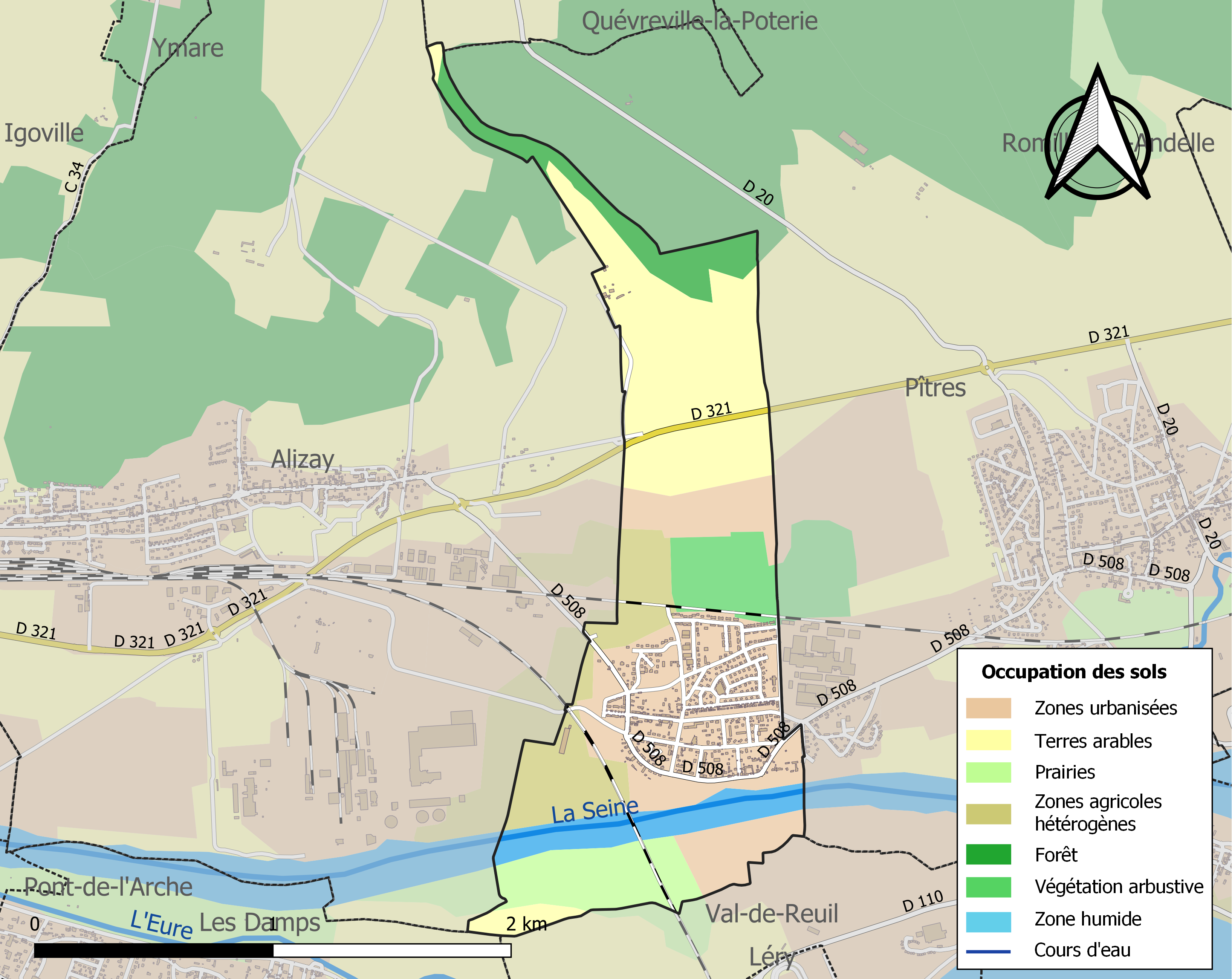
Kaart van de gemeente met belangrijkste infrastructuur, bodemgebruik en omliggende gemeenten

## Demografie
Onderstaande figuur toont het verloop van het inwonertal (bron: INSEE-tellingen).